# Duabanga grandiflora
Duabanga grandiflora är en fackelblomsväxtart som först beskrevs av William Roxburgh och Dc., och fick sitt nu gällande namn av Wilhelm Gerhard Walpers. Duabanga grandiflora ingår i släktet Duabanga och familjen fackelblomsväxter. Inga underarter finns listade i Catalogue of Life.

## Bildgalleri

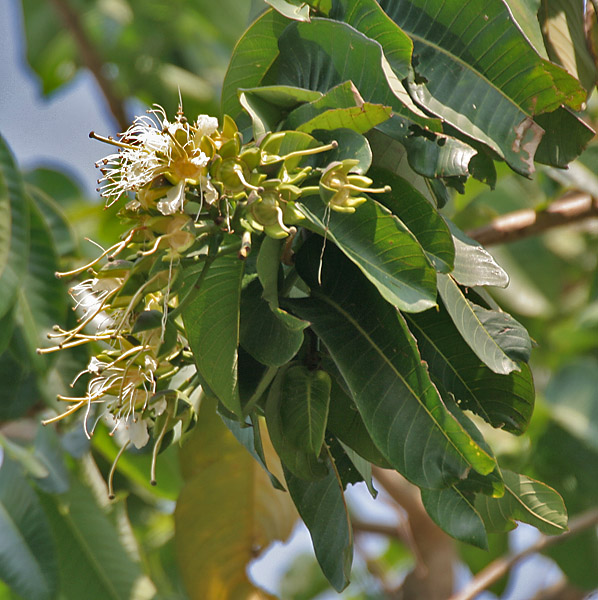
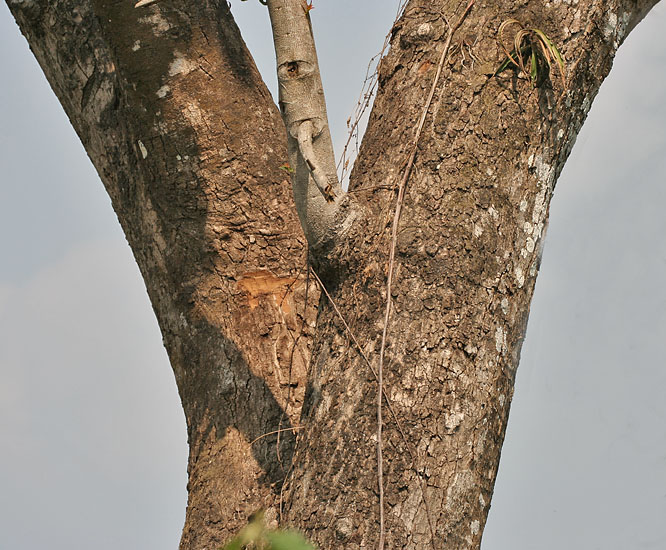
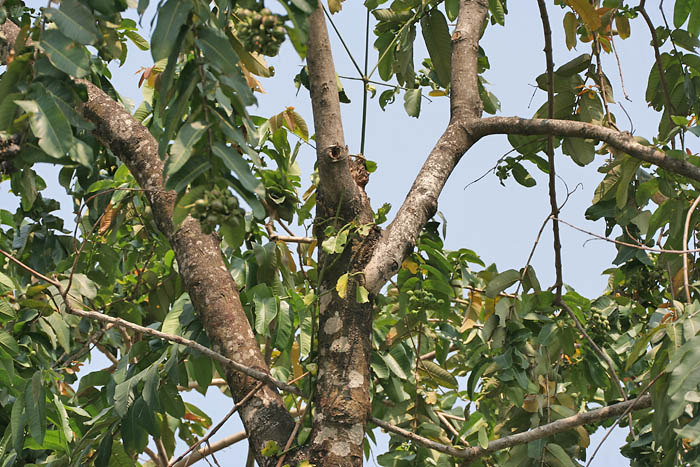
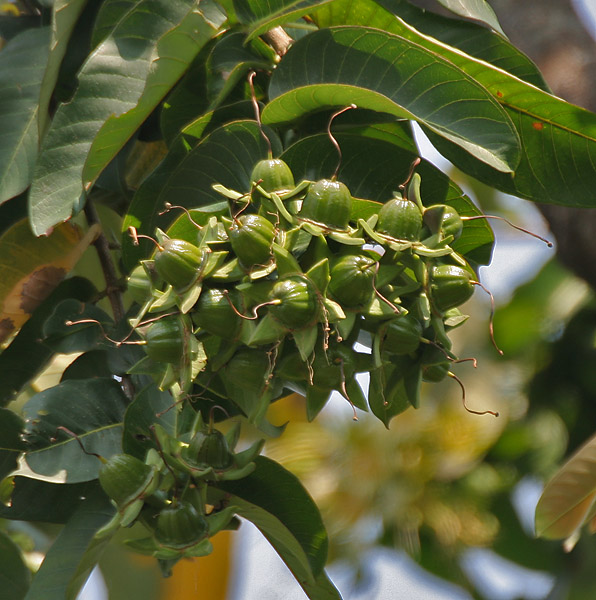
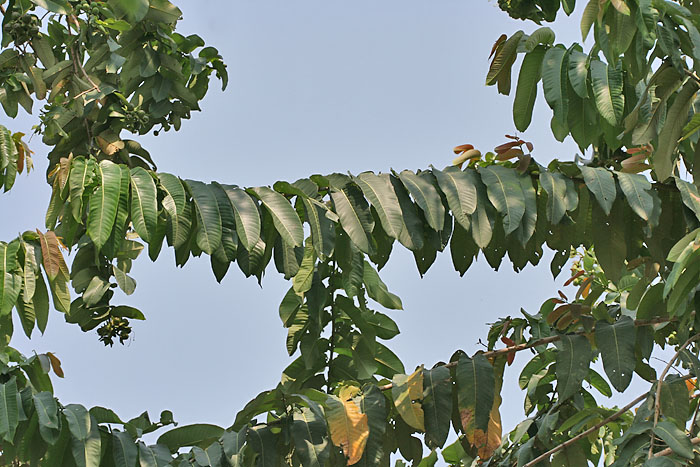